# Синявець карликовий
Синявець карликовий (Cupido minimus) — вид денних метеликів родини Синявцеві (Lycaenidae).

## Поширення
Вид мозаїчно поширений у помірній зоні Європи та Азії від Іспанії та Великої Британії до Далекого сходу Росії.
В Україні трапляється у лісостепу, Закарпатті та Гірському Криму; інколи спостерігається у степовій та лісовій зонах.

## Опис
Тіло завдовжки до 12 мм, довжина переднього крила — 9-15 мм. Це найменший денний метелик України. Самець зверху темно-коричневий з нальотом блакитних лусочок біля основи крила. Самиця схожа на самця, але без блакитних плям. Низ крила сріблясто-сірий з маленькими чорними цятками, які на передніх крилах витягнуті в майже пряму лінію. Статевий диморфізм виражений слабо.

## Спосіб життя
Мешкає на луках і схилах, як правило, на крейдяних або вапняних ґрунтах. Кормова рослина — вика. Метелики літають у квітні-вересні. Буває одне-два покоління в рік. Зимує лялечка.
Мірмекофільний вид. Відомий його симбіотичний зв'язок з мурахами видів Lasius niger, Lasius alienus, Formica rufibarbis, Plagiolepis vindobonensis, Myrmica rubra і Formica fusca.